# Morskaja aviacija Voenno-morskogo flota

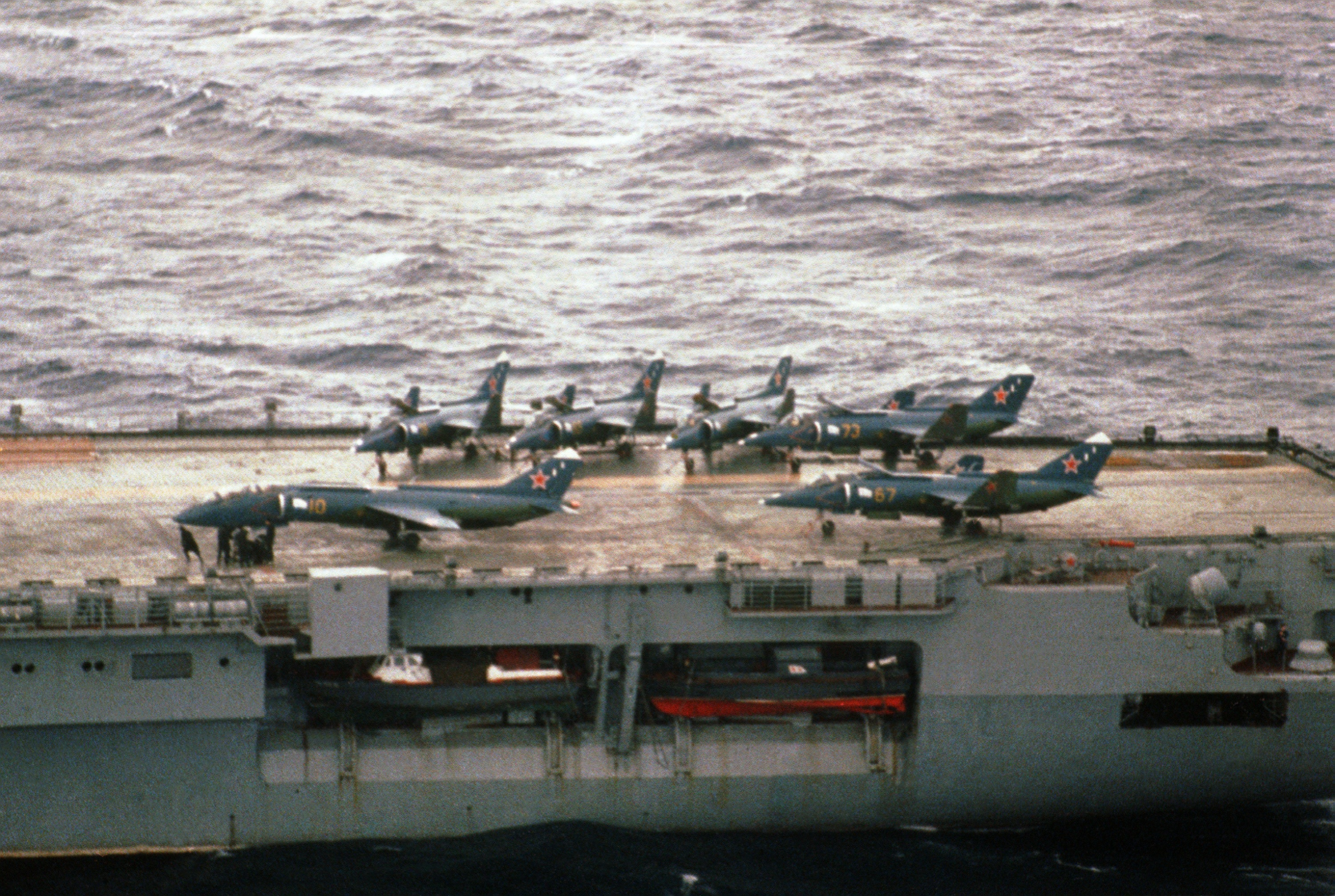
Alcuni Yak-38 «Forger» sul ponte della Kiev nel 1988.

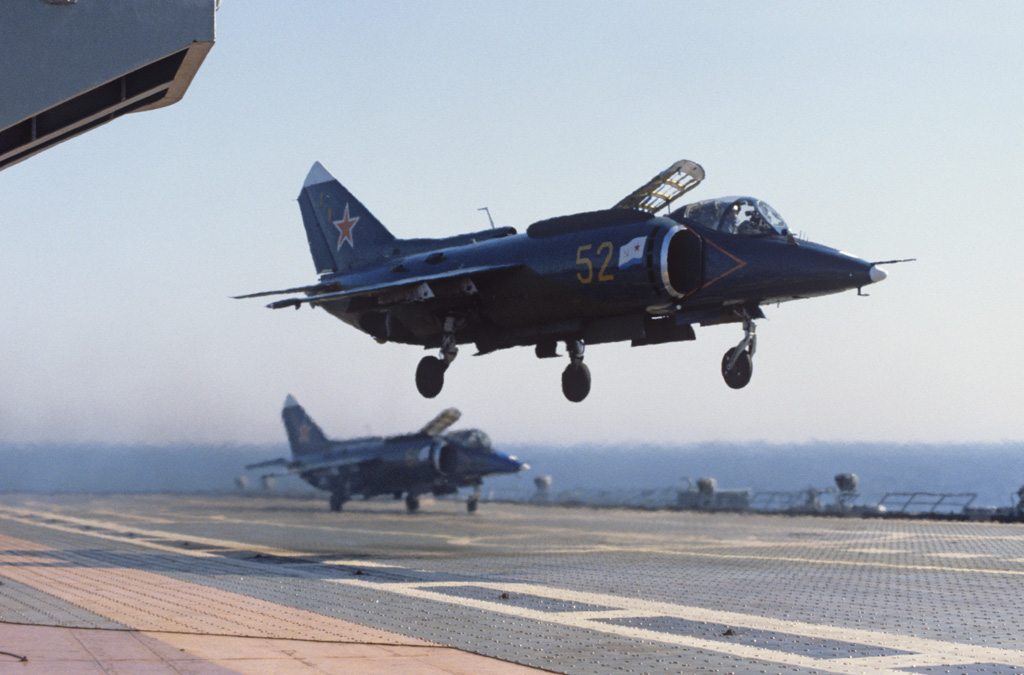
Due Yak-38 «Forger» sul ponte della Novorossiysk nel 1984.

La Morskaja aviacija Voenno-morskogo flota (MA VMF; in russo Авиация военно-морского флота – МА ВМФ?) è dal 1992 l'aviazione navale della Marina russa.
Istituita il 30 maggio 1912 sotto l'egida dell'Impero russo come Servizio aereo, ha ricevuto il battesimo del fuoco nel corso della Prima Guerra Mondiale. Passata ad operare sotto la bandiera dell'Unione Sovietica, ha prestato servizio nella Marina Sovietica fino alla sua dissoluzione in favore della Marina della Federazione Russa.
Composta da più di 350 velivoli ad ala fissa e rotante, dagli anni 2000 è in fase di ridimensionamento e, dagli anni 2010, di aggiornamento della flotta velivoli. Penalizzata dall'assenza di un numero adeguato di portaerei nei ranghi della Marina, la maggioranza dei velivoli ad ala fissa da essa impiegati operano da basi aeree a terra.
L'unica portaerei in servizio attivo, la Admiral Kuznecov, sottodimensionata rispetto alle capacità dei velivoli della VMF, è impegnata in una lunga e complessa fase di revisione ed aggiornamento dei sistemi iniziata nel 2018.
Nel 2017 l'Aviazione di marina russa ha completato la prima missione operativa a bordo di portaerei dai tempi dell'URSS.

## Storia

### Le origini
Il servizio aereo della marina russa venne costituito nel 1912, poco prima quindi dello scoppio del conflitto mondiale. Il suo scopo primario era quello di contribuire alla difesa delle installazioni e delle unità della flotta del mar Baltico e del mar Nero mediante l'osservazione aerea. Durante il conflitto, nel Baltico operò soltanto la piccola nave trasporto idrovolanti Orlica, mentre nel mar Nero il servizio poté contare su un gruppo di navi da trasporto molto più cospicuo, che annoverò, sia pur in tempi diversi, le navi Aleksandr I, Nikolaj I e Almaz, nonché le romene Regele Carol I, Rumania, Imperator Trajan e Dacia. Queste unità erano tutte veloci (15-19 nodi) e potevano trasportare 4 - 9 idrovolanti tipo «Grigorovič» ciascuna. Poiché nel mar Nero la preponderanza della flotta russa risultò totale, i velivoli furono utilizzati non soltanto per la ricognizione ma anche per missioni di bombardamento sugli obiettivi costieri turchi.
Nel corso della guerra civile, tra il 1919 e il 1920, l'aviazione navale si schierò in gran parte con i bolscevichi ed effettuò almeno 2.000 sortite e oltre un terzo dei bombardamenti effettuati dalle forze aeree «rosse». Negli anni successivi alla specialità vennero assegnati soprattutto compiti in ambiente costiero, mentre all'inizio degli anni trenta iniziarono a entrare in servizio gli idrovolanti Heinkel venduti dalla Germania. Oltre che a bordo di qualche nave da battaglia ricostruita, questi velivoli vennero impiegati anche da basi esistenti nel Baltico e nel mar Nero. Quasi contemporaneamente i progettisti locali svilupparono alcuni modelli di idrovolanti; non ebbe gran successo il Tupolev MDR-2, destinato al pattugliamento marittimo a largo raggio, mentre particolarmente riuscito risultò il Beriev Be-2, che poteva trasportare bombe, ma soprattutto cariche di profondità.

### Verso la seconda guerra mondiale
L'importanza strategica dell'aviazione navale venne riconosciuta molto più tardi, verso la fine degli anni '30, quando la minaccia rappresentata dalle portaerei giapponesi divenne un fattore incontestabile. Le autorità sovietiche decisero allora un programma di potenziamento della specialità, in particolare nell'area dell'Estremo Oriente, attraverso un piano che prevedeva l'acquisizione di velivoli più moderni, l'attivazione di nuove basi, l'ampliamento di quelle esistenti e anche la costruzione di una nave portaerei. Il programma era appena stato avviato quando le forze tedesche attaccarono nel 1941 l'Unione Sovietica e la guerra divenne allora l'obiettivo principale, sovvertendo tutto quanto era stato pianificato.
Nel corso della prima fase del conflitto l'aviazione di marina, che pur contava circa 1.400 velivoli, non poté svolgere un ruolo primario causa l'obsolescenza della maggior parte dei mezzi e il basso livello di priorità nelle acquisizioni che le era stato assegnato. Quando però, nella seconda fase, l'iniziativa della guerra passò in mano sovietica, la specialità fu più direttamente coinvolta nel sostenere la controffensiva, in particolare nel bacino del Baltico e del mar Nero, e fu pertanto soggetta a un incremento sia qualitativo che quantitativo. Ciò le permise un impiego diretto più massiccio, come per esempio nel caso della battaglia di Novorossijsk, ove l'aviazione navale fu chiamata a fornire il sostegno aereo principale. Verso la fine del conflitto, l'aviazione navale russa contava alcune migliaia di velivoli tra caccia, bombardieri e aerosiluranti, per lo più di tipo terrestre.

### La guerra fredda
Grazie a tale potenziamento, nell'immediato dopoguerra l'Aviacija Voenno-Morskogo Flota (AV-MF) o più semplicemente Morskaja Aviacija, divenne una forza aerea tanto autonoma quanto completa, dotata di diversi tipi di velivoli dedicati a missioni specifiche. I velivoli adottavano, all'epoca, una loro colorazione propria a base azzurra, simile a quella utilizzata un tempo dalla Fleet Air Arm britannica, ma in seguito varie tonalità di grigio divennero la colorazione più frequente. La specialità sembrava destinata a un ulteriore sviluppo grazie anche alla cattura della portaerei tedesca Graf Zeppelin, che all'epoca alcune fonti riportavano per completata da parte sovietica, ma come noto ciò non si realizzò. Negli anni cinquanta l'A-VMF ricevette equipaggiamenti sempre più moderni quali i caccia MiG-15 Fagot o i MiG-17 Fresco, mentre i bombardieri Ilyushin Il-28 Beagle andarono ad affiancare i più pesanti Tupolev Tu-14 Bison, e furono impiegati anche come aerosiluranti o per la posa di mine. Infine, nel campo del pattugliamento anfibio ai Beriev Be-6 Madge si affiancarono gli idrovolanti a reazione Be-10 Mallow, mentre entravano in servizio i primi elicotteri Mil Mi-4. Proprio nel campo degli elicotteri c'è da ricordare che il primo esperimento di appontaggio fu effettuato nel 1950 da un elicottero Kamov Ka-10 Hat sull'incrociatore Maksim Gor'kij.
Verso la fine degli anni Cinquanta le forze aeree russe subirono una complessa ristrutturazione e ciò coincise con il periodo di parziale declino per l'AV-MF, in quanto i suoi cacciabombardieri vennero assegnati all'Istrebitelnaja Aviacijaa Protivo-Vozdušnoj Oborony Strany o IAP-VO (sigla che più o meno letteralmente dovrebbe significare Aviazione da Intercettazione della Difesa Aerea del Paese), che assunse la difesa aerea lungo le coste. Pertanto la Morskaja Aviacija si concentrò sui compiti di ricognizione, pattugliamento e lotta antisom.
Successivamente però essa si trasformò in pratica in una forza da bombardamento e attacco basata a terra, che aveva essenzialmente il compito di contrastare le forze navali occidentali grazie ai primi missili aria-superficie AS-1 Kennel e AS-2 Kipper. A tale scopo la Dal'naja Aviacija, il comando aereo strategico, fornì un gran numero di bombardieri medi Tupolev Tu-l6 Badger e leggeri Il-38, oltre che Myasischev M-4 Molot, che furono utilizzati per il pattugliamento marittimo. Da allora l'aviazione navale sovietica ha conosciuto un nuovo periodo di espansione, assumendosi compiti nuovi quali la ricognizione marittima a largo raggio, la guerra elettronica e la designazione bersagli, mentre venivano riconfermati altri già svolti in precedenza, quali la difesa aerea e l'attacco al suolo.
Alla metà degli anni Sessanta l'A-VMF contava oltre 1.500 tra aerei ed elicotteri, ripartiti tra la flotta del nord, quella del Baltico, quella del Mar Nero e quella del Pacifico, di certo la più potente. Tra gli aerei c'erano da annoverare ad esempio i caccia e i cacciabombardieri MiG-17 Fresco, MiG-19 Farmer e MiG-21 Fishbed, oltre ad alcuni Sukhoi Su-11 Fishpot, i velivoli d'attacco Yakovlev Yak-25 Flashlight, Il-28 Beagle, Tu-14 Bison, Tu-l6 Badger e Tu-20 Bear, velivoli anfibi da ricognizione Be-6 Madge e Be-10 Mallow, da addestramento Yakovlev Yak-32. Per quanto riguarda invece gli elicotteri, per la lotta antisom venivano utilizzati i Kamov Ka-20 Harp, per il trasporto medio e pesante rispettivamente i Mi-4 Hound e gli Yakovlev Yak-24 Horse e per il collegamento i Mi-1 Hare.
Alla fine degli anni Sessanta l'entrata in servizio della portaelicotteri Moskva, con i suoi 18 Kamov «Ka-25 Hormone», rappresentò un salto di qualità per l'A-VMF, che si apprestava a svolgere un ruolo primario nella politica di espansione sovietica nel corso del decennio successivo. Fu il periodo delle basi situate al di fuori del territorio nazionale: i suoi «Bear» da ricognizione lontana lasciavano le basi sovietiche e si portavano a Cuba, da dove sorvegliavano le coste americane, a Conakry in Guinea, da dove pattugliavano il sud Atlantico, e a Luanda, in Angola, per meglio sorvegliare l'Atlantico centrale. Dopo la fine del conflitto vietnamita, la grande base di Cam Ranh, divenne sede abituale per velivoli antisom e da guerra elettronica sovietici, mentre le ex basi britanniche di Aden e Socotra divennero centri operativi per le attività nell'oceano Indiano, seguite successivamente da ridispiegamenti in Somalia ed in Etiopia. Anche nel Mediterraneo i velivoli dell'A-VMF fecero la loro comparsa, in Egitto prima e in Libia poi, a volte utilizzando le insegne dei rispettivi Paesi ospitanti.
Procedeva di pari passo l'evoluzione delle piattaforme navali dedicate, con l'entrata in servizio nel 1975 del primo incrociatore portaeromobili, il Kiev, dotato di 12 velivoli VTOL Yakovlev Yak-38 e 18 elicotteri Kamov Ka-25A/B, mentre nel 1983 veniva impostata la prima e unica portaerei sovietica: l'Admiral Kuznecov, che con il suo ripetuto cambiamento di nomi ha fatto quasi da testimone al travagliato periodo che ha portato alla frantumazione dell'Unione Sovietica.

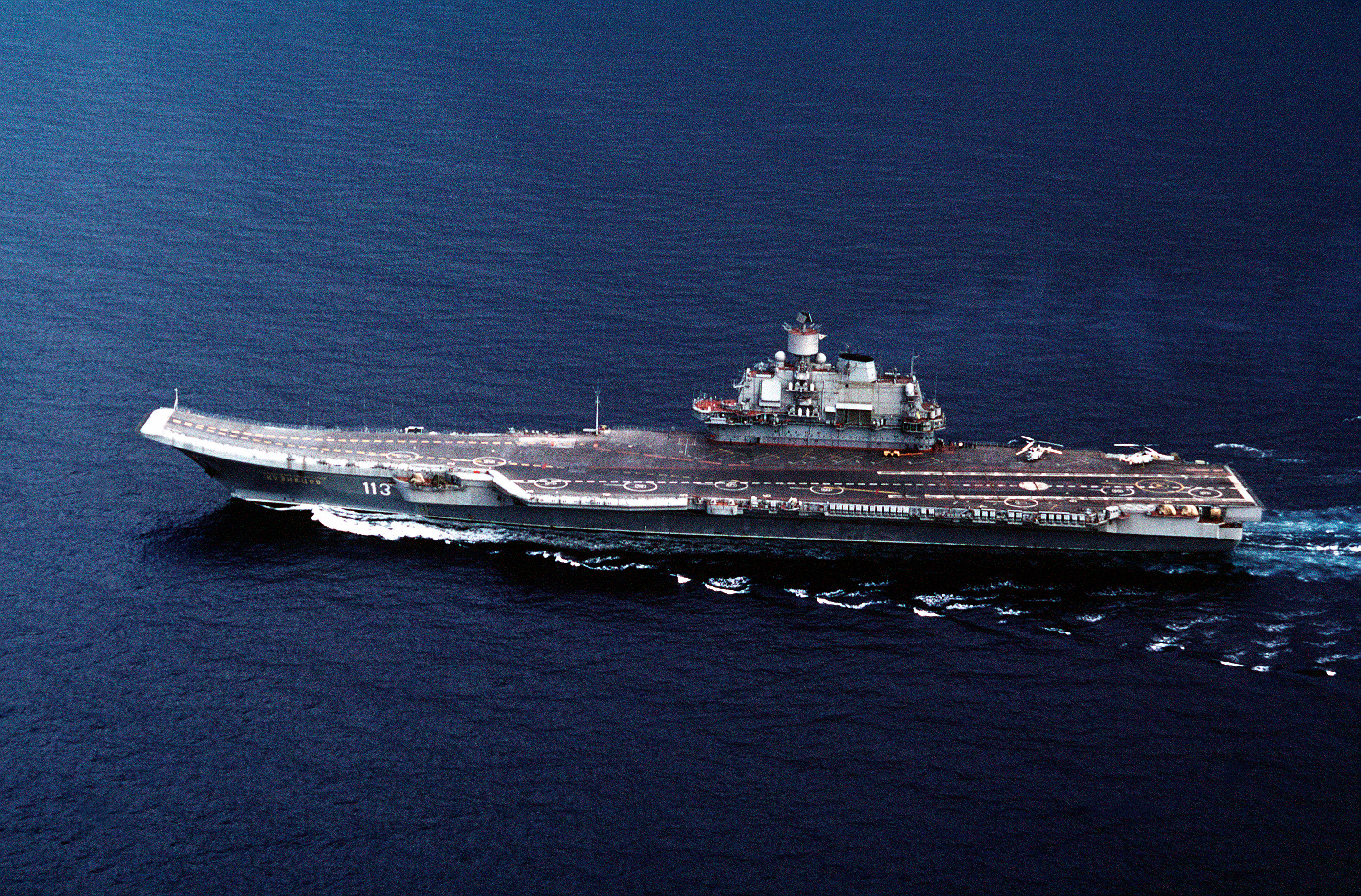
La portaerei Admiral Kuznecov

All'inizio degli anni Novanta la Morskaja Aviacija contava circa 68.000 effettivi ed inquadrava oltre 2.000 tra aerei ed elicotteri, indicativamente così ripartiti: da bombardamento: 150 Tupolev Tu-22M Backfire B/C, 25 Tupolev Tu-22 Blinder A, 140 Tupolev Tu-16 C/G; da caccia e attacco: 100 Sukhoi Su-24 Fencer, 50 Sukhoi Su-25 Frogfoot, 170 Sukhoi Su-17 Fitter», 80 Yak-38 Forger e 50 MiG-27 Flogger; da ricognizione, guerra elettronica e designazione bersagli: 45 Tupolev Tu-95 Bear D, 130 Tu-l6 Badger D/E/F/H/J, 15 Ilyushin Il-20 Coot A/B» e 30 elicotteri Ka-25 Hormone B; per lotta ASW: 65 Tu-142 Bear F», 45 Il-38 May, 90 Be-12 Mail, 100 elicotteri Ka-25 Hormone A, 75 Ka-27 Helix A2, 100 Mi-14 Haze A, per il dragaggio: 25 elicotteri Mi-14 Haze B; per il rifornimento in volo: 50 Tu-l6 Badger A; per il sostegno: 550 velivoli di vario tipo adibiti a compiti di trasporto, addestramento, SAR e ricerca e sviluppo.
La ripartizione dei velivoli tra le flotte era dettata da criteri che tenevano conto delle missioni prioritariamente assegnate a ciascun teatro, della collocazione geografica, dell'importanza strategica e di fattori diversi, tra i quali la disponibilità di altre forze nella regione. Così ad esempio i velivoli da pattugliamento a largo raggio erano presenti soltanto nell'ambito delle flotte del nord e del Pacifico, quelli d'attacco erano largamente presenti nella Flotta del Baltico, mentre quelli da addestramento operavano principalmente con quella del mar Nero.
L'organizzazione operativa vedeva i velivoli dell'A-VMF assegnati a reggimenti (Polk) a loro volta suddivisi in squadroni (Eskadrilyd), solitamente in numero di 3, ciascuno omogeneo per quanto riguardava i velivoli in dotazione. Squadroni autonomi erano previsti soprattutto per la componente da trasporto, da addestramento e utility. La forza di un reggimento variava a seconda del tipo di velivolo assegnato, passando dai 40 - 45 dei cacciabombardieri, ai 25 - 27 dei bombardieri, a scendere per altre specialità.

### Dall'URSS alla Federazione Russa
Il crollo dell'unione sovietica ha comportato per la Morskaja Aviacija un drastico ridimensionamento. Così per esempio nel novembre 1990 i bombardieri a lungo raggio sarebbero stati 286, scesi a 59 nel 1997. Analogamente nel 1993 gli aerei di prima linea disponibili sarebbero stati 770, ridotti a poco più di 250 sempre nel 1997. Al processo di riduzione ha contribuito anche la spartizione della flotta del mar Nero tra Russia e Ucraina, ma in ogni caso il mutare dello scenario internazionale e la crisi economica che attanaglia la Russia sono stati i fattori determinanti di tale riduzione.
Anche se molte cose sono mutate in quest'ultimo decennio e le fonti disponibili sono molto più numerose che nel passato, risulta tuttora piuttosto difficile fornire un quadro riassuntivo attendibile per le forze armate russe, e la l'AV-MF in questo campo non fa certo eccezione. Oltre alla disomogeneità delle informazioni reperibili, giocano a sfavore anche il continuo ridimensionamento delle forze, i ripensamenti legati a motivi politici (per non inimicarsi completamente gli ambienti militari), gli scioglimenti parziali, il mantenimento in organico di una parte dei mezzi dichiarati in radiazione e il computo di mezzi assegnati nel passato per aggirare limitazioni poste da trattati internazionali. Tutti questi fattori, legati soprattutto alla crisi generale che interessa il Paese, oltre che la mancanza di documentazioni ufficiali consentono pertanto di fornire unicamente dati di stima, che per quanto riguarda la Morskaja Aviacija sono i seguenti: Effettivi: 30.000.

## Basi
- Flotta del Nord: Grjaznaja, Kilpijaur, Murmansk Nord-Est, Olenegorsk, Ostrov, Severomorsk, Umbozero;
- Flotta del Baltico: Čkalovsk, Dunaevka, Kaliningrad-Chabrovo, Kosa, Lachta, Nivieskije, Olenja, Černjachovsk;
- Flotta del Mar Nero: Gvardejskoe, Kača, Vesëloe;
- Flotta del Pacifico: Aleksandrovsk-Sachalinskij, Alekseevka, Anadyr', Artëm, Artëm Nord, Chanka, Chabarovsk, Choral, Korsakov, Magadan, Novonežino, Petropavlovsk, Romanovka, Romanovka Ovest, Sovetskaja Gavan', Vladivostok.

Va rilevato che alcune di queste basi potrebbero essere utilizzate solo parzialmente mediante rischieramenti temporanei, oppure non essere più operative.
Per quanto riguarda la disponibilità dei velivoli, nel caso della Russia è stato necessario indicare la valutazione minima e quella massima riportate dalle fonti più attendibili.

## Aeromobili in uso
Sezione aggiornata annualmente in base al World Air Force di Flightglobal del corrente anno. Tale dossier non contempla UAV, aerei da trasporto VIP ed eventuali incidenti accorsi durante l'anno della sua pubblicazione. Modifiche giornaliere o mensili che potrebbero portare a discordanze nel tipo di modelli in servizio e nel loro numero rispetto a WAF, vengono apportate in base a siti specializzati, periodici mensili e bimestrali. Tali modifiche vengono apportate onde rendere quanto più aggiornata la tabella.
| Aeromobile                      | Immagine                                                           | Origine                | Tipo                                             | Versione               | In servizio (2024)     | Note |
| Aerei da combattimento          | Aerei da combattimento                                             | Aerei da combattimento | Aerei da combattimento                           | Aerei da combattimento | Aerei da combattimento | Aerei da combattimento |
| ------------------------------- | ------------------------------------------------------------------ | ---------------------- | ------------------------------------------------ | ---------------------- | ---------------------- | --- |
| Mikoyan-Gurevich MiG-29 Fulcrum |                                                                    | URSS                   | caccia multiruolo imbarcatoconversione operativa | MiG-29KMiG-29KUB       | 184                    | 24 esemplari consegnati dal 2013 al 2015. Un esemplare è caduto in mare mentre era in fase di appontaggio sulla portaerei Admiral Kuznecov il 14 novembre 2016. |
| Sukhoi Su-24 Fencer             |                                                                    | URSS                   | caccia antinaveaereo da ricognizione             | Su-24MSu-24MR          | 36                     | In sostituzione con i Su-30SM2 |
| Sukhoi Su-30 Flanker            |                                                                    | Russia                 | caccia multiruolo                                | Su-30SMSu-30SM2        | 284                    | Su-30SM, consegne completate nel maggio 2018. 4 Su-30SM2 consegnati nel gennaio 2022. |
| Sukhoi Su-33 Sea Flanker        |                                                                    | Russia                 | caccia multiruolo imbarcato                      | Su-33                  | 20                     | All'aprile 2018 tutti gli esemplari erano interessati da un programma di aggiornamento che prevedeva l'installazione del nuovo sistema di navigazione e attacco SVP-24-33. Parte di questi subiranno un secondo aggiornamento riguardante propulsori, radar e data link |
| Aerei per impieghi speciali     |                                                                    |                        |                                                  |                        |                        | |
| Antonov An-12 Cub               |                                                                    | URSS                   | SAR                                              | An-12 SAR              | 3                      | |
| Beriev Be-12 Mail               |                                                                    | URSS                   | SAR                                              | Be-12PS                | 6                      | Acquisiti dopo la dissoluzione dell'Unione Sovietica, al marzo 2018 ne risultavano 6 in servizio. |
| Beriev Be-200 Altair            |                                                                    | Russia                 | SAR                                              | Be-200ChS              | 2                      | 3 Be-200ChS ordinati nel 2018, il primo consegnato il 14 luglio 2020. |
| Ilyushin Il-38 May              |                                                                    | URSS                   | ASWaereo da pattugliamento marittimo             | Il-38N                 | 21                     | |
| Ilyushin Il-22 Coot             |                                                                    | URSS                   | ELINT                                            | Il-22RT                | 2                      | |
| Tupolev Tu-142 Bear             |                                                                    | URSS                   | ASWaereo da pattugliamento marittimo             | Tu-142MK/MZ            | 32                     | |
| Aerei da trasporto              |                                                                    |                        |                                                  |                        |                        | |
| Antonov An-12 Cub               |                                                                    | URSS                   | aereo da trasporto                               | An-12                  | 2                      | 2 in servizio al dicembre 2017. |
| Antonov An-26 Curl              |                                                                    | URSS                   | aereo da trasporto                               | An-26                  | 24                     | |
| Antonov An-72 Coaler            |                                                                    | URSS                   | aereo da trasporto                               | An-72                  | 3                      | 5 in servizio al dicembre 2018. Un esemplare è stato distrutto in un incidente il 12 dicembre 2024. |
| Antonov An-140                  |                                                                    | Ucraina                | aereo da trasporto                               | An-140                 | 4                      | |
| Ilyushin Il-18 Coot             |                                                                    | URSS                   | aereo da trasporto aereo da addestramento        | Il-18                  | 1                      | |
| Tupolev Tu-154 Careless         |                                                                    | URSS                   | aereo da trasporto                               | Tu-154M                | 1                      | |
| Aerei da addestramento          |                                                                    |                        |                                                  |                        |                        | |
| Sukhoi Su-25 Frogfoot           |                                                                    | URSS                   | conversione operativa                            | Su-25UBPSu-25UTG       | 8                      | Vengono utilizzati per addestrare i piloti a volare con i caccia Su-33. |
| Yakovlev Yak-130 Mitten         |                                                                    | Russia                 | aereo da addestramento avanzato                  | Yak-130                | 0                      | 10 ordinati. |
| Tupolev Tu-134 Crusty           |                                                                    | URSS                   | aereo da addestramento                           | Tu-134SH               | 6                      | |
| Elicotteri                      |                                                                    |                        |                                                  |                        |                        | |
| Kamov Ka-27 Helix               |                                                                    | URSS                   | elicottero antisommergibileelicottero utility    | Ka-27 ASWKa-27         | 7212                   | 84 esemplari in carico al dicembre 2017. 70 dei 72 che sono utilizzati con funzioni ASW saranno aggiornati al nuovo standard Ka-27M entro il 2020, mentre i restanti 12 sono utilizzati per trasporto e collegamento..                                                  |
| Kamov Ka-28 Helix               |                                                                    | URSS                   | elicottero utility                               | Ka-28                  | 2                      | |
| Kamov Ka-29 Helix               |                                                                    | URSS                   | elicottero utility                               | Ka-29                  | 10                     | |
| Kamov Ka-31 Helix               |                                                                    | URSS                   | AEW                                              | Ka-31 AEW              | 3                      | |
| Kamov Ka-52 Katran              | Il Kamov Ka-52 Hokum-B biposto, conosciuto anche come "Alligator". | Russia                 | elicottero d'attacco imbarcato                   | Ka-52K                 | 3                      | 32 ordinati. Erano destinati, originariamente, per essere imbarcati sulle nuove portaelicotteri Classe Mistral, poi, cancellate il 5 agosto 2015 a causa dell'embargo per l'intervento russo in Ucraina.                                                                |
| Mil Mi-8 Hip                    |                                                                    | URSS                   | elicottero da trasporto                          | Mi-8MT                 | 12                     | |
| Mil Mi-24 Hind                  |                                                                    | URSS                   | elicottero d'attacco                             | Mi-24                  | 2                      | |

## Reparti
Da notare che molti dei reggimenti risulterebbero essere composti da due o anche un solo squadrone e che diversi reparti sarebbero in posizione quadro. Per i reparti con la sigla n.n. (numerazione non nota) non è stato possibile indicare con precisione la numerazione; potrebbero comunque esistere altri reparti non identificati e alcuni di quelli riportati potrebbero essere stati sciolti di recente.
Glavni Komand Aviatsiya Voyenno-Morskogo Flota (Quartier Generale dell'Aviazione Navale) con sede a Mosca, da cui dipendono:
- Komand Aviatsiya Voyenno-Morskogo Krnomorskih Flot (Comando Aviazione Navale della Flotta del Mar Nero), con sede a Sebastopoli:
  - 5 Morskoy Razvedyvatelnyì Aviatsonnaya Polk (5 MRAP), reggimento navale da ricognizione, di base a Veseloye, dotato di Tu-22M;
  - 43 Otdelnyi Morskoy Shturmovoi Aviatsonnaya Polk (43 OMShAP), di base a Gvardeyskoye, reggimento navale autonomo d'attacco, comprendente anche uno squadrone di Su-17, forse recentemente disciolto essendo l'ultima unità operativa con velivoli di questo tipo;
  - n.n. Morskoy Smechannyt Aviatsonnaya Polk (? MSAPJ), reggimento navale misto, di base a Gvarddeyskoye, dotato tra l'altro di Il-38;
  - 872 Morskoy Vertoletnyi Polk (872 MVP), reggimento navale elicotteri, base non nota, dotato di Mi-14 e Ka-25;
- Komand Aviatsiya Voyenno-Morskogo Baltiyckih Flot (Comando Aviazione Navale della Flotta del Mar Baltico), con sede a Safonovo:
  - 4 OMShAP, reggimento navale autonomo d'attacco, di base a Tsernjachovsk, dotato di Su-24;
  - 574 MRAP, reggimento navale da ricognizione, di base a Lakhta, dotato di Tu-22M;
  - 15 MSAP, reggimento navale misto, di base a Chaklovsk, dotato di Su-24 e Su 24MR;
  - n.n. MSAP, reggimento navale misto, base non nota, dotato di Su-27;
  - n.n. MSAP, reggimento navale misto,  di base a Kaliningrad-Chrabrovo, dotato di An-12, An-24, An-26 e anfibi Be-12;
  - 924 MRAP, reggimento navale da ricognizione, di base a Olenja, dotato di Tu-22M;
  - 288 MVP, reggimento navale elicotteri, di base a Nivieskiye, dotato di Mi-6, Mi-8, Mi-14BT e Ka-25;
- Komand Aviatsiya Voyenno-Morskoyo Severnih Flot (Comando Aviazione Navale della Flotta del Nord), con sede a Kola:
  - Otdielnaya Smieshennaya Korabelnaya Diviziya (OSKD), divisione mista imbarcata, di base a Severomorsk, dotata di Su-33

Flanker-D e Su-25UTG ed elicotteri Ka-27 Helix, Ka-29 Helix F e Ka-31;
- - 88 Otdelnyi Morskoy Aviatsonnaya Polk Istrebeitelnyi-Bombardirovchny (88 OMAPIB), reggimento navale autonomo cacciabombardieri, di base a Olenegorsk, dotato di Su-24;
  - 297 OMShAP, reggimento navale velivoli d'assalto, di base a Severomorsk, dotato tra l'altro di Su-25 e Su-25UTG;
  - 987 MRAP, reggimento navale da ricognizione, di base a Severomorsk, dotato di TU-22M;
  - n.n.  MVP, reggimento navale elicotteri, di base a Kachalovka, dotato tra l'altro di Ka-27 e Mi-14BT;
  - n.n.  MSAP, reggimento navale misto, di base a Ostrov-Kildin, dotato tra l'altro di velivoli Tu-142M e anfibi Be-12;
  - n.n. Morskoya Transportnaya Aviatsionnaya Eskadrilya (? MTAE), squadrone navale da trasporto, di base a Severomorsk, dotato tra l'altro di An-12.
- Komand Aviatsiya Voyenno-Morskoyo Tiho Okeanskih Flot (Comando Aviazione Navale della Flotta del Pacifico), con sede a Vladivostok:
  - n.n.  Morskoy Bombardirovchnyi Aviatsonnaya Polk  (? MBAP), reggimento navale

da bombardamento, di base ad Aleksejevka, dotato di Tu-22M;
- - n.n. MBAP, reggimento navale da bombardamento, di base ad Artem, dotato di Tu-22M;
  - n.n. MSAP, reggimento navale misto, di base a Petropavlovsk, dotato tra l'altro di Tu-95MR e Tu-l42M;
  - n.n. MSAP, reggimento navale misto, di base a Sovetskaja Gavan, dotato tra l'altro di Tu-22M e Tu-142M;
  - n.n. MSAP, reggimento navale misto, di base a Korsakov, dotato tra l'altro di «11-38»;
  - n.n. MSAP, reggimento navale misto, base non nota, dotato tra l'altro di velivoli Be-12;
  - n.n. MVP, reggimento navale elicotteri, base non nota, dotato di Mi-14 e Ka-25;
  - n.n. MVP, reggimento navale elicotteri, base non nota, dotato di Ka-25, Ka-27 e Ka-29.

## Componente navale
Il drastico ridimensionamento delle forze armate che ha seguito la dissoluzione dell'URSS ha coinvolto anche la componente imbarcata dell'aviazione.
Infatti, gli enormi problemi economici hanno provocato la radiazione, nel 1992, dei due classe Moskva, e, nel 1993, delle tre unità classe Kiev (in questo caso tuttavia ha avuto la sua importanza anche l'impossibilità di svolgere le normali operazioni di revisione, visto che il cantiere dove queste navi erano state costruite si trova ora in Ucraina).
Nella seconda metà degli anni novanta, inoltre, è stata posta in riserva anche l'unica classe Kiev modificata costruita, l'Admiral Gorshkou (venduta successivamente all'India).
In seguito è rimasta operativa la sola Admiral Kuznecov, attiva nella Flotta del Nord. Tutti i programmi relativi alla costruzione di portaerei sono stati cancellati (in particolare la Ul'janovsk), mentre la gemella della Kuznecov, la Varjag, non è mai stata completata e lo scafo è stato venduto alla Cina.
Riconoscimento: mancano totalmente informazioni attendibili riguardo ai sistemi di codifica adottati in Unione Sovietica prima e in Russia poi. Si può soltanto affermare che i velivoli dell'AV-FM adottano una codifica numerica, solitamente a 2 cifre riportate in maniera molto evidente, la quale dovrebbe consentire l'identificazione del velivolo nell'ambito del reggimento o altro reparto autonomo di appartenenza.

## Futuro
È in fase di acquisizione il velivolo anfibio Be-200 specializzato in missioni SAR e lotta antincendio in sostituzione degli ormai obsoleti Be-12. Per il pattugliamento marittimo è in corso la valutazione per la sostituzione degli Il-38 con Tupolev Tu-204 ASW di nuova costruzione. Del medesimo aeroplano dovrebbe poi derivare una apposita versione per ricognizione/AWACS leggero.
Non è previsto invece lo sviluppo di un nuovo pattugliatore oceanico e pertanto i Tu-142 dovrebbero essere sottoposti a un programma di ammodernamento, destinato a prolungare la loro vita operativa di circa 20 anni.
In fase di negoziazione ulteriori esemplari del Su-30SM sostituto del Su-33, penalizzato dall'elevato peso al decollo per operazioni da portaerei.